# Kanton La Châtre
La Châtre is een kanton van het Franse departement Indre. Het kanton maakt deel uit van de arrondissementen La Châtre (26) en Issoudun (8).
Ingevolge het decreet van 18 februari 2014 werd onder meer het kanton Sainte-Sévère-sur-Indre vanaf 22 maart 2015 erbij gevoegd, waardoor het groeide van 19 naar 34 gemeenten.

## Gemeenten
Het kanton La Châtre omvatte tot en met 2014 de volgende gemeenten:
- La Berthenoux
- Briantes
- Champillet
- Chassignolles
- La Châtre (hoofdplaats)
- Lacs
- Lourouer-Saint-Laurent
- Le Magny
- Montgivray
- Montlevicq
- La Motte-Feuilly
- Néret
- Nohant-Vic
- Saint-Août
- Saint-Chartier
- Saint-Christophe-en-Boucherie
- Thevet-Saint-Julien
- Verneuil-sur-Igneraie
- Vicq-Exemplet

Vanaf 2015 zijn dat : 
- La Berthenoux
- Bommiers
- Briantes
- Brives
- Champillet
- La Châtre
- Condé
- Feusines
- Lacs
- Lignerolles
- Lourouer-Saint-Laurent
- Meunet-Planches
- Montlevicq
- La Motte-Feuilly
- Néret
- Neuvy-Pailloux
- Nohant-Vic
- Pérassay
- Pouligny-Notre-Dame
- Pouligny-Saint-Martin
- Pruniers
- Saint-Août
- Saint-Aubin
- Saint-Chartier
- Saint-Christophe-en-Boucherie
- Sainte-Sévère-sur-Indre
- Sazeray
- Thevet-Saint-Julien
- Thizay
- Urciers
- Verneuil-sur-Igneraie
- Vicq-Exemplet
- Vigoulant
- Vijon